# Синьожупанники
Синьожупанники, сині дивізії (назва від кольору уніформи) — дві українські дивізії, сформовані після Берестейського миру на підставі договору української мирової делегації з Німецькою імперією (заходами Союзу визволення України) з українських полонених із таборів у Німеччині: Раштат, Вецляр, Зальцведель.

## Історія
Кожна синьожупанна дивізія мала 4 піхотні полки (по 1 200 старшин і вояків) і 1 гарматний. Загальна чисельність особового складу сягала 6000 козаків та 300 старшин. Командиром 1 синьожупанної дивізії був генерал Віктор Зелінський; остаточне її сформування відбулося у м. Ковелі (Волинь) і в середині березня 1918 вона переїхала до Києва.
Наказом військового міністра УНР Олександра Жуковського вона мала бути розформована. За його власними спогадами, існування подібного наказу заперечувалося; натомість мав місце конфлікт з німцями щодо заміни Зелінського на І. Мартинюка з подальшим залишенням частини формації. Сам Жуковський невдовзі був заарештований за звинуваченням у причетності до викрадення А. Доброго.
У ніч на 27 квітня 1918 року німці, напередодні проголошення Гетьманом П.Скоропадського (29. 04. 1918), німці роззброїли та розпустили синьожупанників. Також була роззброїна та розпущена 2 синьожупанна дивізія, сформована у с. Голоби на Волині, ще перед її переїздом до Києва.
Чимало синьожупанників відіграло позитивну роль у державному житті України і увійшли до інших військових формацій. Спроби відновлення синьожупанників за Директорії УНР привели лише до створення 7 Синього полку в складі Третьої Залізної стрілецької дивізії.

## Однострій

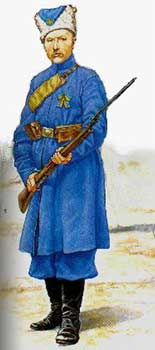
Вояк української дивізії Синьожупанників

Обмундирування для синьожупанної дивізії було пошито у Німецькій імперії, кількістю 6000 екземплярів.
У комплект входили:
- Синій жупан;
- Сині шаровари;
- Біло-сіра шапка із синім шликом завернутим усередину та жовтою кокардою (чічкою);
- Верхня сорочка;
- Захисні штани;
- Захисна гімнастерка;
- Чоботи;
- Синій пояс;
- Шкіряний ремінь;
- Гвинтівка;
- Кинджал (не у всіх);
- 2 простирадла;
- 2-і натільні сорочки;
- 2-оє підштанників;
- 2-і підсумки.

Проте набір синього одягу і особистих речей був тільки у чотирьох піших полках 1-ї Української дивізії. 1-й артилерійський полк цієї дивізії мав всього чотири комплекти синього одягу — для презентаційних заходів.
Вояки 1-го Українського гарматного полку прибули в Київ в одязі, в якому були одягнені ще у німецьких таборах для військовополонених. Також без синьої уніформи залишилась і 2-га Українська дивізія — вона повністю була одягнена у ту форму, в якій вояки прибули до Ковельського повіту із таборів для військовополонених. Для презентабельності 10 березня в дивізію було відправлено 20 комплектів синьожупанної уніформи. Цей одяг було роздано штабу дивізії, німецькому сотнику — представнику німецького командування і дев'ятьом старшинам 8-го Українського козацького полку.
Таким чином, синьожупанними були всього чотири піші полки 1-ї Української козацької дивізії, які отримали 6 тисяч комплектів зшитого у Німеччині синього одягу.

## Військовики дивізій
- Олександр Вишнівський — сотник піхоти у 1-му козачому полку
- Марко Вовчок-Пащенко — командир 1-го Синьожупанного полку[2][3]
- Олекса Воронів — командир 4-го куреня 5-го Українського полку 2-ї дивізії
- Павло Григорович-Барський — командир куреня та помічник командира 2-го полку
- Василь Ємець — козак
- Віктор Зелінський — командир дивізії
- Калюжний Йосип Петрович — полковник Армії УНР.
- Крушинський Федір — сотник, згодом персональний осавул Симона Петлюри.[2]
- Микола Куликівський — старшина
- Куровський Володимир — адміністративний сотник
- Борис Магеровський — командир 5-го полку 2-ї дивізії
- Олекса Макушенко — сотник 1-го Синього полку
- Микола Миронович (М. М. Миронович) — сотник, керівник Канцелярії УНР, згодом секретар Директорії.[2][4]
- Тадей Нетреба — старшина 1-го Синього полку
- Тиміш Омельченко — командир 2-го куреня 7-го полку. Згодом начальник штабів в різних частинах.[2]
- Володимир Пухтаєвич — командир 1-го Синьожупанного полку,т. в. о. начальника 2-ї Української (Синьожупанної) дивізії.
- Леонід Сидоренко — помічник командира 1-го Синього полку
- Григорій Сиротенко — старший для зв'язку між синьожупанниками та німецькою владою. Певний час був військовим міністром.[2]
- Федір Скрипниченко — козак 2-го Синього полку
- Микола Тарнопільський — ад'ютант 1-го (7-го Синього) полку
- Микола Шаповал — командир 1-го Запорізького полку. Згодом — начальник старшинської школи, а пізніше — начальник дивізії в ранзі ґенерала.[2]
- Іван Шура-Бура — командир кулеметної сотні 7-го полку 2-ї дивізії
- Микола Чехівський — командир 4-го Українського (Синьожупанного) полку ім. гетьмана П. Дорошенка військ Центральної Ради. Був також комендантом м. Києва.[2]
- Григорій Чижевський — командир 1-ї батареї 1-го гарматного полку, згодом міністр внутрішніх справ.[2]
- Василь Яворський — один з організаторів 1-ї Української (Синьожупанної) дивізії.
- Сергій Янкін — начальник штабу та в. о. начальника 1-ї Української (Синьожупанної) дивізії

## Галерея

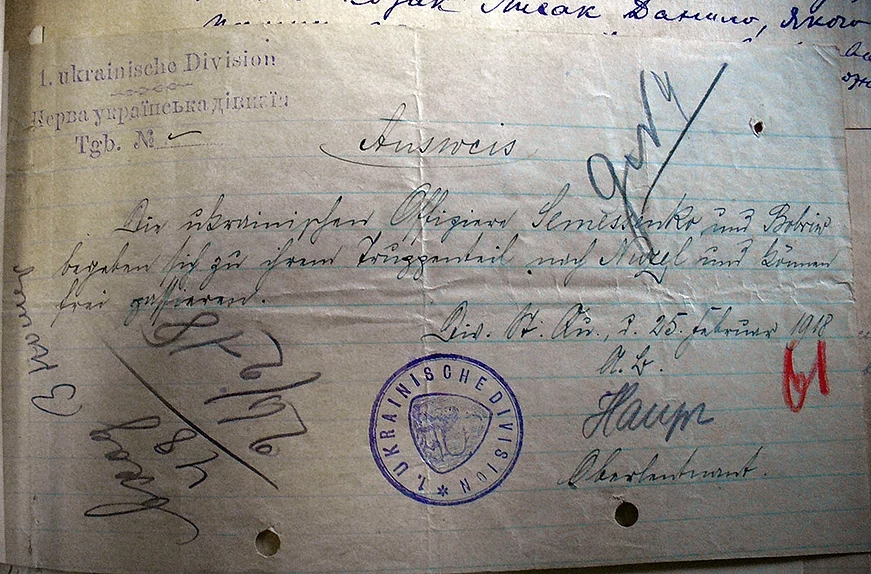
Німецький документ з кутовим штампом та печаткою 1-ї Української дивізії
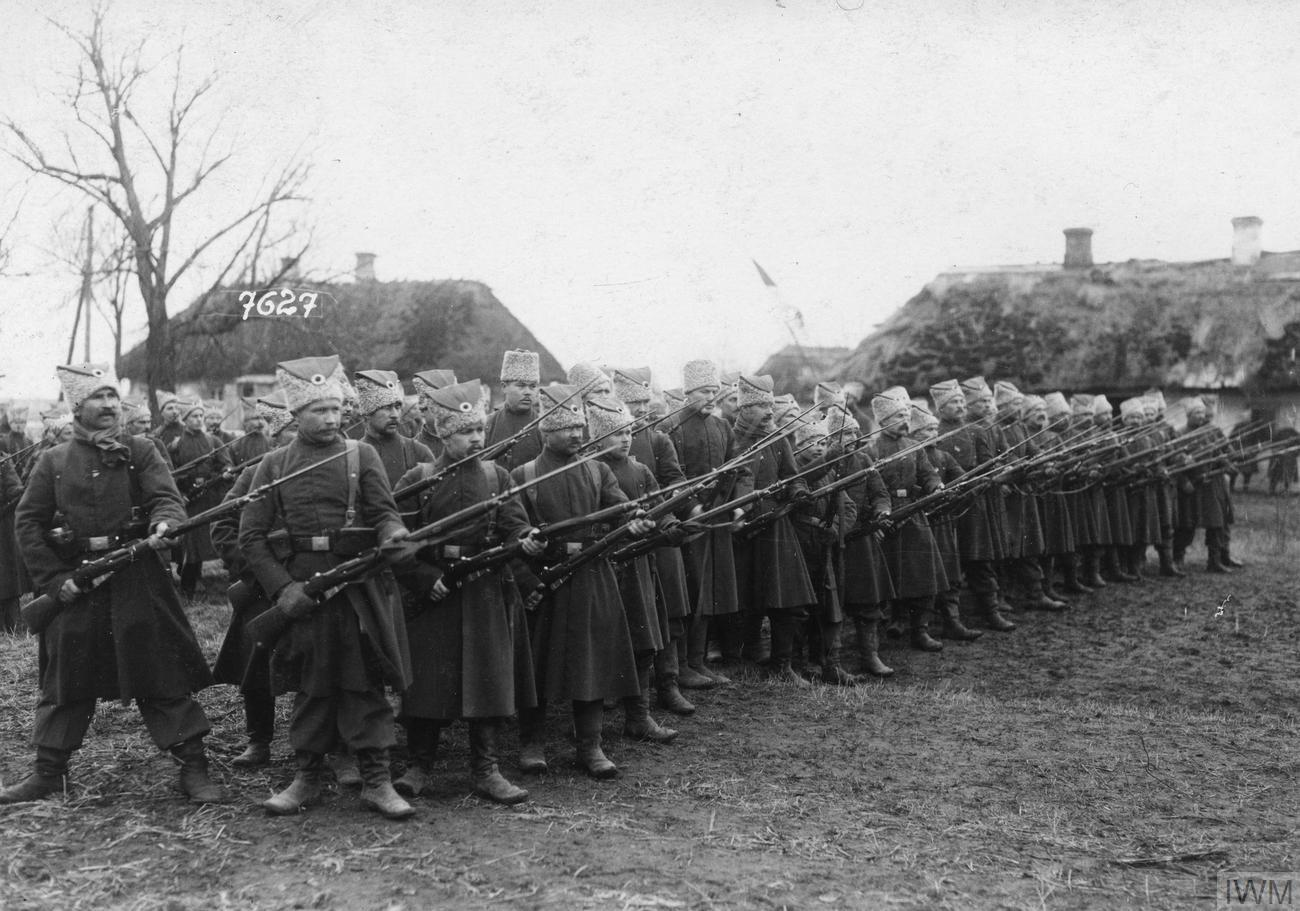
Навчання прийомам бою з багнетом
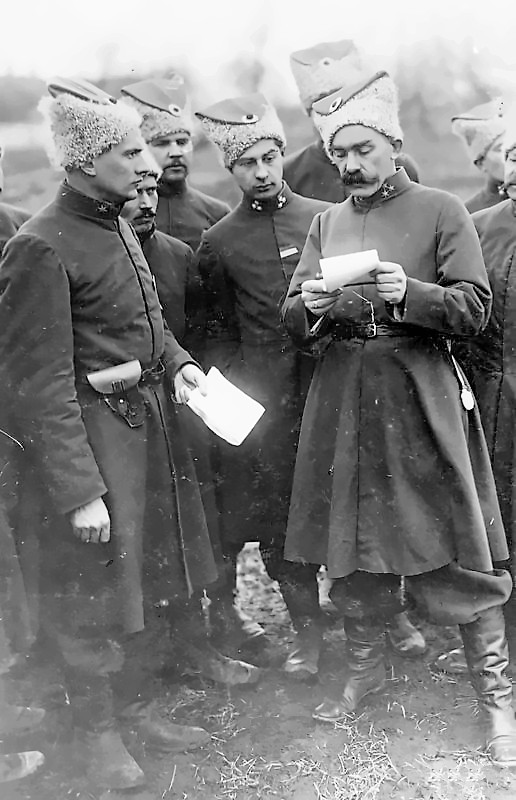
Офіцери
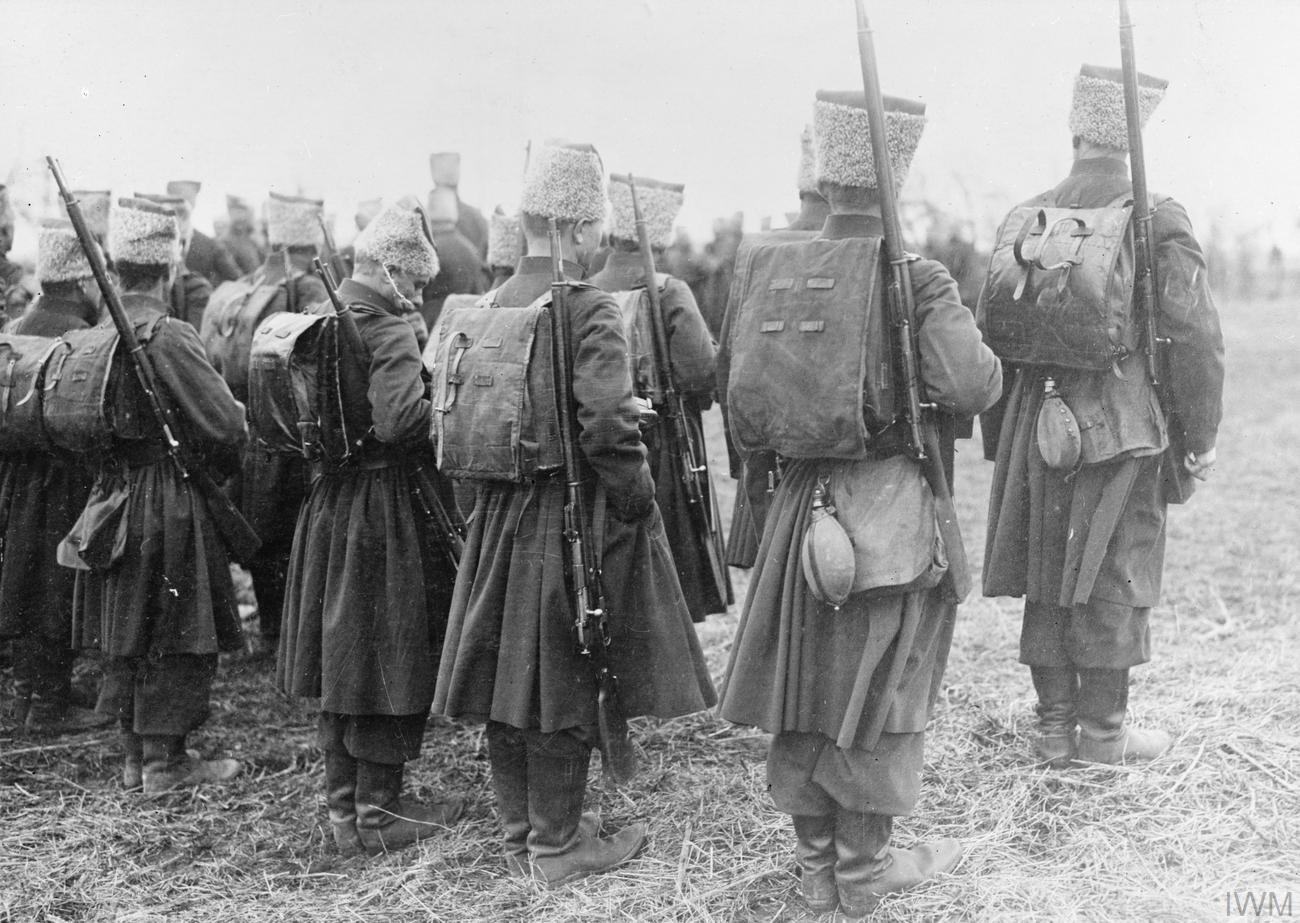
На шикуванні
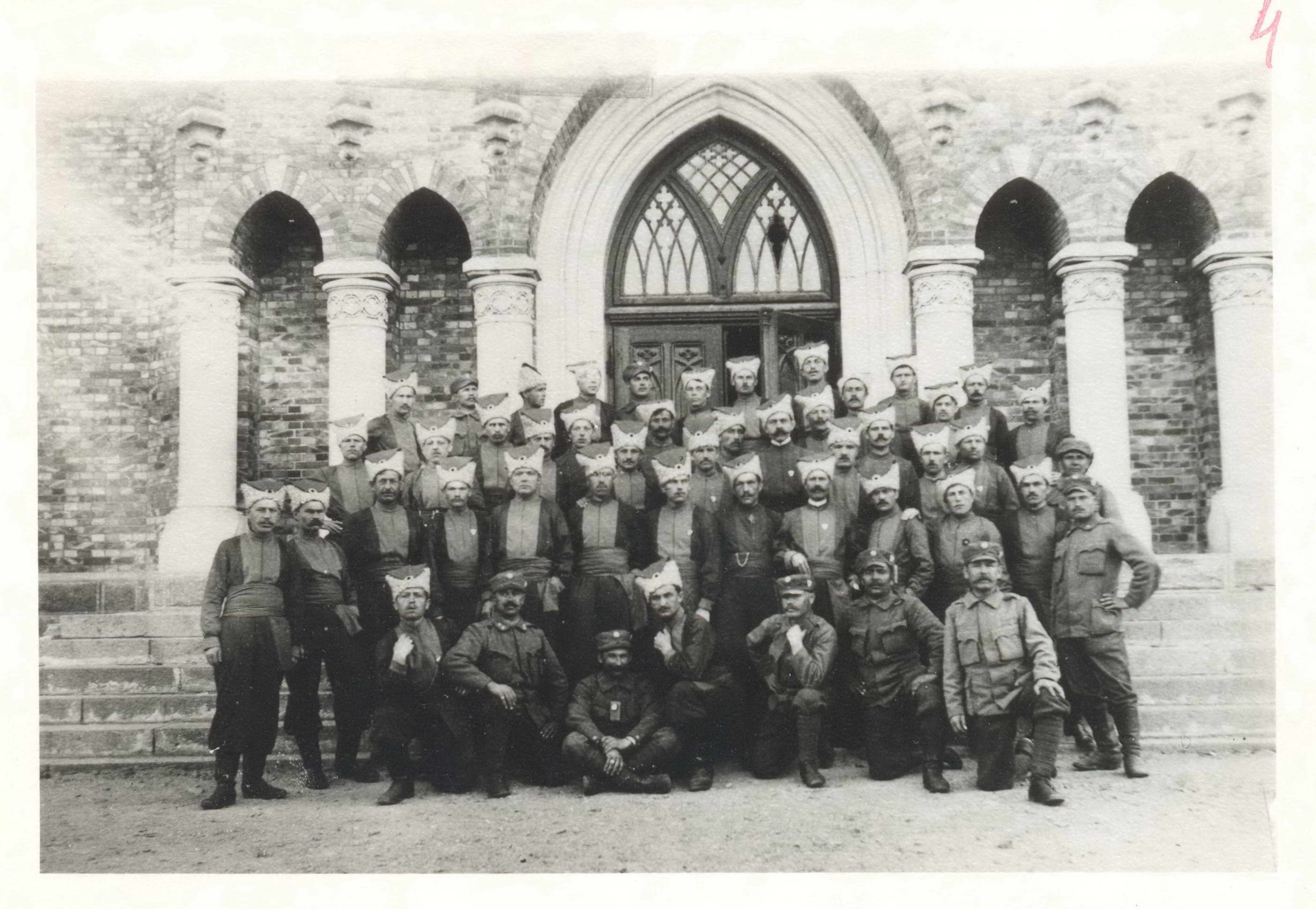
Чота 1-го Запорізького полку ім. Т.Шевченка (Синьожупанників) в м. Парчеві на Підляшші, 20 травня 1917 року.
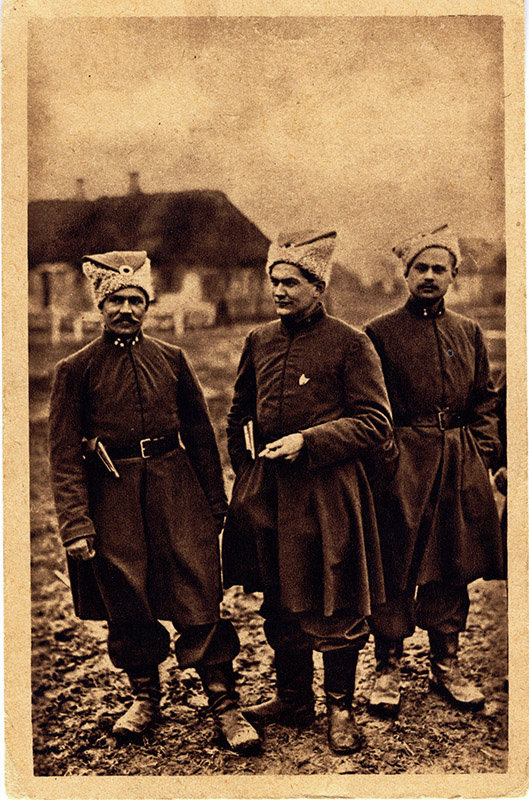
Офіцери Синьожупанної дивізії, лютий 1918.
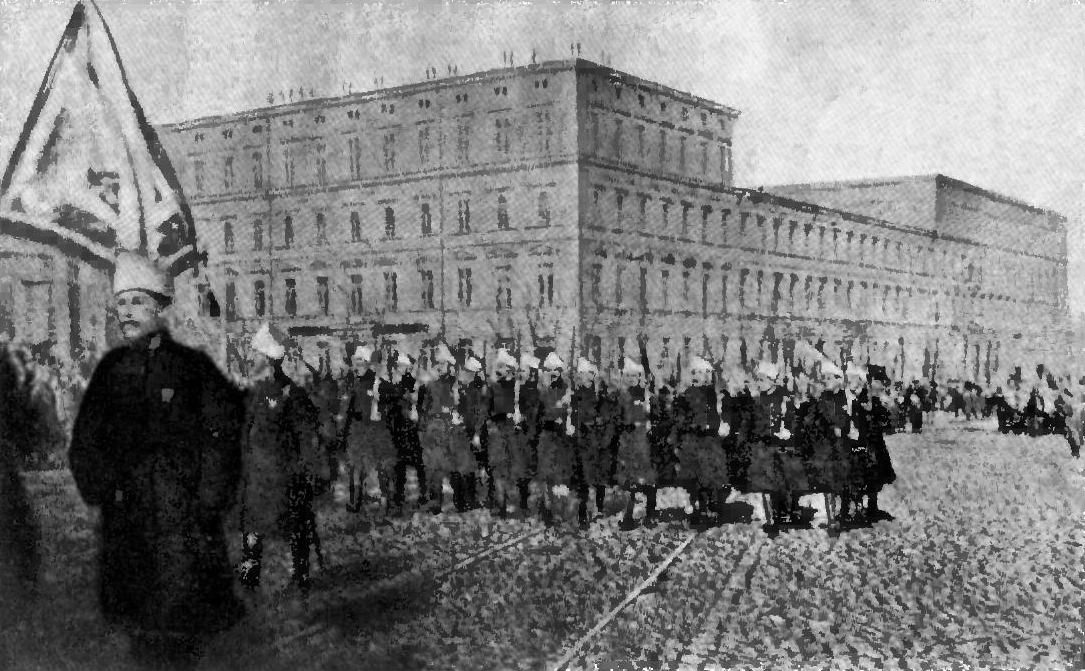
Парад синьожупанників у Києві 24 березня 1918 року.
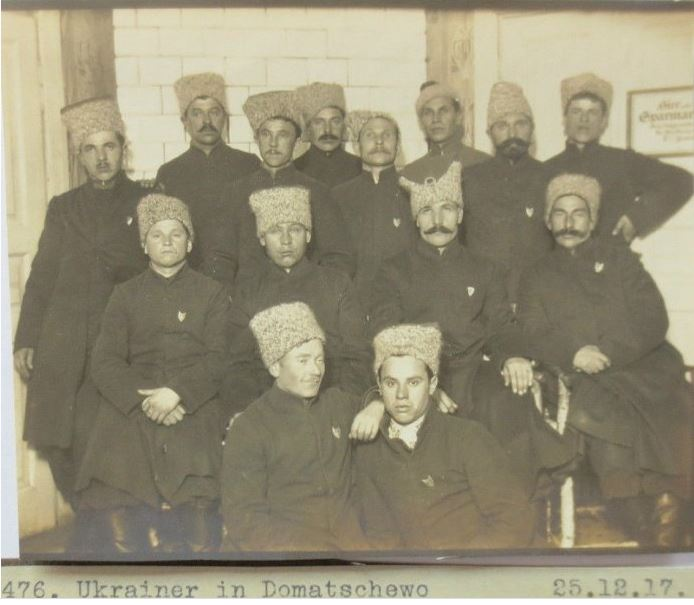
Вояки Першої Української дивізії Синьожупанників Армії УНР в  Домачеве на Берестейщині. 25 грудня 1917 року.
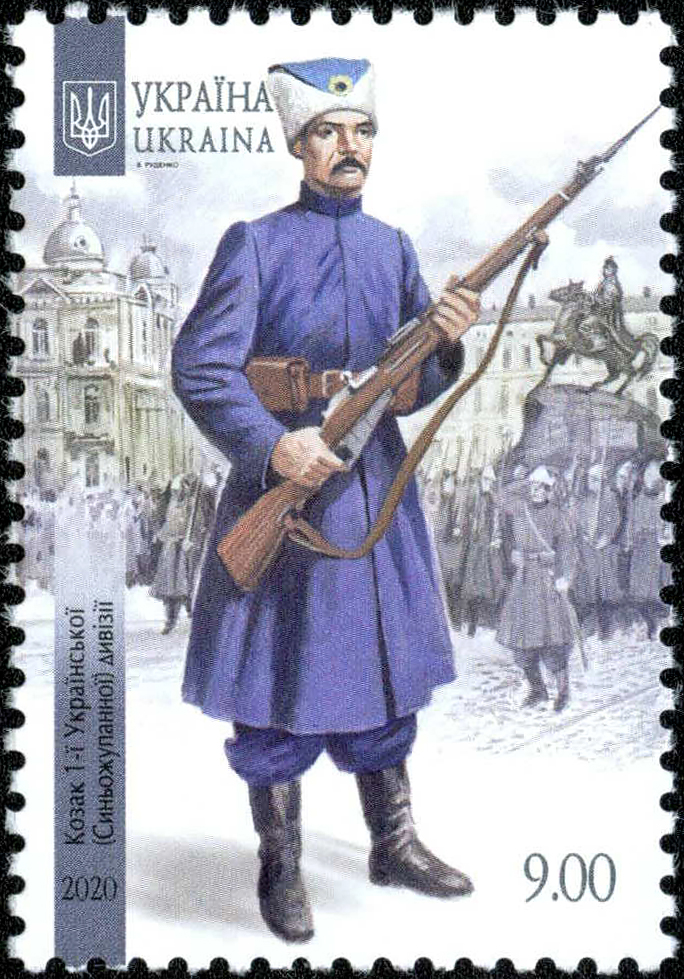

## Вшанування пам'яті
На честь цього військового підрозділу назване селище Синьожупанники Шаргородського району Вінницької області.